# Luigi's Mansion 2
Luigi's Mansion 2 (ルイージマンション2?, Ruīji Manshon Tsū), conosciuto in Nord America con il nome di Luigi's Mansion: Dark Moon, è un videogioco d'azione per Nintendo 3DS. È il sequel del videogioco per Nintendo GameCube del 2001 Luigi's Mansion, ed è il terzo videogioco del franchise di Mario in cui il personaggio protagonista è Luigi invece di Mario.
Nel 2015 uscì nelle sale giochi Luigi's Mansion arcade dove la modalità di gioco è in prima persona e si era muniti di un vero e proprio poltergust 5000. Nel 2023 è stata annunciata una remastered del gioco per Nintendo Switch, uscita il 27 giugno 2024, dal titolo Luigi’s Mansion 2 HD.

## Trama
La Luna Scura, un misterioso corpo celeste, appare nel cielo di Cupavalle. Essa ha il potere di calmare i fantasmi e di renderli amichevoli e meno aggressivi, pur mantenendo la loro natura scherzosa, e il professor Strambic ne approfitta per socializzare con loro e studiarli. 
Una sera la Luna Scura viene rotta in sei pezzi ed essi vengono sparpagliati per tutta Cupavalle, sicché gli spiriti ritrovano la loro natura aggressiva e quelli che stavano aiutando Strambic si ribellano, costringendolo a rifugiarsi in un bunker anti-spettro, dove ne trova un pezzo. 
Intanto, Luigi, che si trova a casa (il palazzo di rango D del capitolo precedente), riceve dal professore un messaggio di aiuto, e spetta a lui salvare la disastrosa situazione nella quale grava Cupavalle grazie al nuovo Poltergust 5000 e alle sue nuove funzioni compatibili con la torcia. Luigi verrà inoltre aiutato da Strambic grazie al DS Doppio Strillo, che lo guiderà attraverso il gioco fornendogli la posizione dell'obiettivo da raggiungere o consigli sul da farsi. Luigi deve così nuovamente affrontare le sue paure per recuperare i cinque frammenti mancanti di Luna Scura rubati dagli spettri, disinfestando cinque magioni infestate da essi.
Luigi scopre che qualcuno sta intrappolando gli spettri in alcuni strani cristalli nella Miniera Abbandonata, ma quando va a controllare scopre che il cristallo rende i fantasmi potentissimi e in grado di distruggere qualunque ostacolo. Nella miniera, però, viene assalito ben due volte da questi "Super Fantasmi", ogni volta uscendone vincitore per un pelo.
Mentre salva cinque Toad assistenti del Professor Strambic, Luigi scopre che Mario è stato rinchiuso in un quadro dai Boo per la seconda volta, e che a distruggere la Luna Scura è stato Re Boo, che ha anche rinchiuso i fantasmi nei cristalli per potenziarli. Quest'ultimo, usando un Portale Paranormale, vuole creare un esercito di fantasmi per attaccare il Regno dei Funghi, intrappolando anche Luigi in un'illusione. L'idraulico però sconfigge Re Boo e salva suo fratello, che si congratula con lui, scattando una foto ricordo con tutti i fantasmi, ora tornati normali. Infine torna a casa dopo aver adottato un cane fantasma, il Poltercucciolo.

## Modalità di gioco
Nel gioco, a differenza del predecessore, Luigi dovrà disinfestare dai fantasmi non più una, ma ben cinque magioni; ognuna con una sua ambientazione.
La novità principale che riguarda la trama del gioco è la possibilità di disinfestare più ville, mentre in Luigi's Mansion era possibile disinfestare un'unica villa.
Un'altra grande novità riguarda il multiplayer. Infatti si potrà giocare fino a quattro giocatori online, in locale o in Modalita Download, permettendo così di giocare anche con chi non possiede la cartuccia di gioco. Grazie alla "Torre del Caos", sono disponibili tre modalità:
- Modalità "Cacciatore": i Cacciaspettri dovranno disinfestare il piano della Torre dai fantasmi entro un tempo limite;[7]
- Modalità tempo: i Cacciaspettri dovranno trovare la stanza con una botola che permette l'accesso al piano superiore;[7]
- Modalità "Poltercuccioli": i Cacciaspettri, grazie all'Arcobaluce, dovranno trovare il cosiddetto "poltercucciolo" (un cane fantasma) entro un tempo limite. [7]

Ogni volta che si completa un piano della Torre verrà offerta al giocatore la possibilità di raccogliere quattro monete rosse; così facendo si otterrà un potenziamento o un accessorio che aiuterà i giocatori nell'impresa.
In modo simile al predecessore, anche in questo gioco ritornano le gemme. Ce ne è un tipo differente per ogni magione: ametiste per il Maniero Tenebroso, smeraldi per le Torri Tetre, rubini per la Fabbrica degli Orologi, zaffiri per la Miniera Segreta e diamanti per la Villa Villana. Se si prendono tutte le gemme di una magione, verrà sbloccata una statua raffigurante Luigi mentre compie una determinata azione, visualizzabile dal caveau. Ricoprono un ruolo secondario nella vicenda principale. In tutto sono 65 (13 per ogni magione).

## Sviluppo
Il gioco è stato presentato per la prima volta il 7 giugno 2011 all'E3 da Shigeru Miyamoto. È uscito in Europa il 28 marzo 2013. Pertanto durante il mese di febbraio, e anche prima, fu annunciato il gioco al "Nintendo 3DS Direct".

## Accoglienza

### Critica
| Testata                          | Giudizio |
| -------------------------------- | -------- |
| Metacritic (media al 30-12-2021) | 86/100   |
| GameInformer (USA)               | 8,5/10   |
| GameRepublic                     | 4/5      |
| Gamesurf                         | 8,5/10   |
| GamesVillage.it                  | 9/10     |
| IGN                              | 9/10     |
| Multiplayer.it (21-03-2012)      | 9,2/10   |
| Nintendolife (ENG)               | 9/10     |

Il gioco è stato accolto assai positivamente dalla critica. Il principale difetto del prequel era che era troppo breve, e quindi mancava di longevità, e l'aggiunta di più magioni da disinfestare ha risolto il problema. Vennero però criticati il nuovo sistema di missioni in cui sono costituiti i livelli, rendendoli ripetitivi e troppo simili tra loro, rovinando la possibilità del giocatore di esplorare liberamente le ambientazioni come nel primo gioco. Anche i controlli sono stati generalmente definiti scomodi a causa dell'uso del pad scorrevole sia per controllare i movimenti di Luigi, sia per angolare il Poltergust 5000. Viene anche criticata la mancanza di checkpoint, poiché secondo alcuni, nonostante le morti fossero rare, nel corso del gioco, punivano troppo il giocatore per i suoi errori e costringendolo a ricominciare la missione daccapo.

### Vendite
Anche in quanto a vendite, il gioco è stato accolto positivamente piazzando 1,33 milioni di copie negli Stati Uniti ad agosto 2014. In Italia la prima settimana di lancio si è piazzato primo nella top ten mentre in Giappone ha venduto più di mezzo milione di copie ad aprile 2013. A marzo 2017 il gioco è riuscito a vendere in tutto il mondo ben 5,31 milioni di unità.

## Sequel
In occasione del Nintendo Direct del 14 settembre 2018 è stato annunciato Luigi's Mansion 3 per Nintendo Switch, il quale è uscito il 31 ottobre 2019.

## Remastered
Durante il Nintendo Direct del 21 giugno 2023, viene annunciato che nel 2024 verrà pubblicato una remastered di Luigi's Mansion 2 per Nintendo Switch. Nel corso del Nintendo Direct del 14 settembre 2023 viene confermato che il titolo del gioco sarà Luigi's Mansion 2 HD, il quale è uscito il 27 giugno 2024. Il gioco ha ricevuto recensioni abbastanza positive.